# Shazhouba (köpinghuvudort i Kina, Jiangxi Sheng, lat 25,88, long 115,99)
Shazhouba är en köpinghuvudort i Kina. Den ligger i provinsen Jiangxi, i den sydöstra delen av landet, omkring 310 kilometer söder om provinshuvudstaden Nanchang. Antalet invånare är 24 802. Befolkningen består av 12 165 kvinnor och 12 637 män. Barn under 15 år utgör 21,0 %, vuxna 15-64 år 70 %, och äldre över 65 år 7,0 %.
Runt Shazhouba är det ganska tätbefolkat, med 230 invånare per kvadratkilometer. Närmaste större samhälle är Yeping, 8,0 km öster om Shazhouba. Trakten runt Shazhouba består till största delen av jordbruksmark.
Genomsnittlig årsnederbörd är 2 018 millimeter. Den regnigaste månaden är maj, med i genomsnitt 396 mm nederbörd, och den torraste är oktober, med 24 mm nederbörd.